# Philippe Cousteau Jr.
Philippe-Pierre Jacques-Yves Arnault Cousteau Jr. (Santa Monica, 20 de janeiro de 1980) é o filho de Philippe Cousteau e neto de Jacques-Yves Cousteau. Cousteau continuou o trabalho de seu pai e de seu avô, através da educação do público sobre questões ambientais e de preservação. Em 2017, ele foi indicado a um Emmy pela série Awesome Planet.
Philippe e sua esposa Ashlan Gorse Cousteau atualmente coestrelam no Travel Channel a série Caribbean Pirate Treasure, com a segunda temporada prevista para 2018.O espetáculo ganhou o Cynopsis TV Award para o melhor reality show de aventura após sua primeira temporada.

## Início
Philippe Cousteau Jr. nasceu em Santa Monica, Califórnia, em 1980 de Jan Cousteau, a viúva de Philippe Cousteau, que morreu seis meses antes de seu nascimento; ele é neto de Jacques-Yves Cousteau. Cousteau cresceu na França e nos Estados Unidos. Ele frequentou a escola em St. George's School , em Newport, Rhode Island, e mais tarde se formou na Universidade de St. Andrews, na Escócia, onde ele ganhou um Master of Arts (M.A.) em História.

## Carreira
Em 2000, ele cofundou a EarthEcho Internacional, com sua mãe, Jan Cousteau, e sua irmã Alexandra Cousteau. A EarthEcho Internacional é baseada em Washington, D.C., e sua missão é "capacitar a juventude a tomar a ação que proteja e restaure nosso planeta água."

## Vida pessoal
Cousteau casou-se com jornalista de entretenimento Ashlan Gorse em 25 de setembro de 2013, numa cerimônia civil na Câmara Municipal do 8º arrondissement de Paris e numa segunda cerimônia, no dia 28 de setembro de 2013 no Château d''Esclimont em Saint-Symphorien-le-Château.